# Draft de l'NBA del 1957
El Draft de l'NBA de 1957 va constar de 14 rondes i es van escollir 83 jugadors. Hi va haver una ronda suplementària amb dos jugadors més.

## Primera ronda
|  | = All-Star     |
|  | = Hall of Fame |

| Posició | Jugador           | Nacionalitat | Equip NBA             | Universitat/Club       |
| ------- | ----------------- | ------------ | --------------------- | ---------------------- |
| 1       | Hot Rod Hundley   | Estats Units | Cincinnati Royals     | West Virginia          |
| 2       | Charlie Tyra      | Estats Units | Detroit Pistons       | Louisville             |
| 3       | Jim Krebs         | Estats Units | Minneapolis Lakers    | SMU                    |
| 4       | Win Wilfong       | Estats Units | St. Louis Hawks       | Memphis State          |
| 5       | Brendan McCann    | Estats Units | New York Knicks       | St. Bonaventure        |
| 6       | Lennie Rosenbluth | Estats Units | Philadelphia Warriors | North Carolina         |
| 7       | George Bon Salle  | Estats Units | Syracuse Nationals    | Illinois               |
| 8       | Sam Jones         | Estats Units | Boston Celtics        | North Carolina Central |

## Segona ronda
| Posició | Jugador        | Nacionalitat | Equip NBA             | Universitat/Club |
| ------- | -------------- | ------------ | --------------------- | ---------------- |
| 9       | Dick Duckett   | Estats Units | Cincinnati Royals     | St. John's       |
| 10      | Bob McCoy      | Estats Units | Detroit Pistons       | Grambling State  |
| 11      | Harvey Schmidt | Estats Units | Minneapolis Lakers    | Illinois         |
| 12      | Jim Palmer     | Estats Units | St. Louis Hawks       | Dayton           |
| 13      | Larry Friend   | Estats Units | New York Knicks       | California       |
| 14      | Jack Sullivan  | Estats Units | Philadelphia Warriors | Mount St. Mary's |
| 15      | Jim Morgan     | Estats Units | Syracuse Nationals    | Louisville       |
| 16      | Dick O'Neal    | Estats Units | Boston Celtics        | TCU              |